# Fuori orario. Cose (mai) viste
Fuori orario. Cose (mai) viste è un programma televisivo italiano di genere contenitore cinematografico, che va in onda su Rai 3 in orario notturno dal 1988.
Nato il 20 febbraio 1988, fu presentato come un "contenitore anarchico di immagini" che ospita soprattutto cinema italiano ed internazionale, presentato spesso in lingua originale. Tra gli ideatori e curatori del programma c'è il critico cinematografico Enrico Ghezzi, noto per essere tra gli ideatori di Blob, altro programma "storico" del palinsesto della rete.

## Il programma
Oltre ad occuparsi di cinema d'autore e di pellicole solitamente non trasmesse dai palinsesti tradizionali, questo programma propone frammenti di film, documenti di rilevanza storica, cortometraggi e altre forme di immagini (interviste, riprese dal vivo, vecchi Caroselli, cartoni animati) tendendo a promuovere la formazione di una memoria storico-mediatica e la riflessione sul sovraffollamento di immagini nella "società dell'informazione".
Le puntate sono solitamente introdotte da una riflessione di Ghezzi (preceduta o inframezzata da un montaggio immagini tratte da scene di film e/o brani tratti da vecchie trasmissioni o documentari inerenti al tema della puntata), caratterizzate dall'effetto fuori-sync che separa l'audio del discorso dalle immagini di Ghezzi (quasi sempre le stesse, ogni puntata), ripreso in primo piano. Dal 2015 circa, tuttavia, Ghezzi ha reso episodica la sua presenza in video per via dei suoi problemi di salute: nella stragrande maggioranza delle puntate va in onda solo il montaggio introduttivo senza alcun commento.

## Storia

### La prima versione (1988)
Originariamente la trasmissione era una sorta di bizzarro talk show in studio, alternato alla messa in onda di vari inserti audiovisivi allora ancora inediti, tratti dall'ingente archivio creato dalla mole di materiale accumulata per realizzare il programma La magnifica ossessione quasi tre anni prima; furono mandate in onda cinque puntate di circa tre ore ciascuna, in diretta su Rai 3 al sabato dalle 23:30 fino alle 3:00. Questa versione, realizzata negli studi Rai di Milano, fu condotta da David Riondino, Tatti Sanguineti e lo stesso Ghezzi con ospiti fissi come Giulio Giorello, Elvio Facchinelli, Gianfranco Simone ed Emilio Simonetti; inoltre vanno menzionate le partecipazioni rispettivamente di un criminologo che recava le notizie di cronaca nera in corso di stampa dalla redazione del Corriere della Sera, di Milo Manara, che spediva via fax le sue opere grafiche, e di Guido Harari intento a realizzare fotografie durante la trasmissione, mentre davanti ad un "tavolo verde" un esperto di biliardo disquisiva sulla sua materia. Non c'era una vera e propria conduzione, in quanto il tutto si svolgeva in un'atmosfera molto libera, dove si sviluppavano conversazioni, talvolta sovrapposte, tra piccoli gruppi separati. In seguito alla controversa partecipazione di Ilona Staller, della quale per pochi secondi la regia inquadrò le parti intime nude, il programma fu sospeso, ma grazie all'intervento dell'allora direttore di rete Angelo Guglielmi, dopo alcuni mesi riprese con un nuovo formato.

### La versione attuale (dal 1989-oggi)
La prima puntata del nuovo formato andò in onda il 2 novembre 1989. Tra gli autori della trasmissione ad affiancare Ghezzi, inizialmente figuravano Marco Melani, Maria Letizia Gambino, Ciro Giorgini, Paolo Luciani, Roberto Turigliatto, Marco Giusti, Sergio Grmek Germani e Mario Sesti. Questo formato fu progettato inizialmente sempre per smaltire i diritti di trasmissione sull'ingente rimanenza di magazzino originariamente destinata al programma La magnifica ossessione, al quale si aggiungevano una serie di filmati tratti dagli Archivi di Salsomaggiore, di lungometraggi e film della Lab80 e di spot pubblicitari distribuiti dalla Livraghi, Ogilvy & Mather;
A partire dal 14 febbraio 2012 la trasmissione è andata in onda anche su Rai 5 per otto settimane all'interno del palinsesto notturno del martedì. Il 20 gennaio 2014 il gruppo di Fuori Orario realizza, sempre su Rai 5, il contenitore Scaramouche Scaramouche dedicato al cinema d'autore, con la proposta di cortometraggi, documentari, rushes e materiali di repertorio.

## Spin-off
- La magnifica ossessione: maratona di prodotti cinematografici andato in onda nel 1995, anche se il programma andò in onda già nel biennio 1985-1986 senza il marchio Fuori Orario;
- Venti anni prima;
- Schegge: andato in onda dal 1988 al 1995 all'interno del contenitore Fuori Orario;
- Blob: programma satirico nato nel 1989 ancora oggi in onda intorno alle 20:00;

## Messa in onda
La trasmissione va in onda nel palinsesto notturno di Rai 3 il venerdì, sabato e domenica fino alle 6 del mattino con una rassegna di film e cortometraggi. Fino al 2016 andava in onda anche un quarto appuntamento il lunedì notte dalla durata però inferiore (fino alle ore 3:00), rispetto agli altri tre giorni. Nei giorni infrasettimanali fino al 2016 andava in onda una breve striscia notturna, attorno alle 2 di notte, con gli appuntamenti di Eveline il martedì e Venti anni prima il mercoledì notte.

## Sigla
Fino al gennaio 2017 la sigla del programma abbinava una sequenza del film del 1934 L'Atalante di Jean Vigo al celebre brano del 1978 Because the Night cantato da Patti Smith. Il brano è stato poi rimosso per un problema di diritti d'autore. Dalla notte del 6 gennaio 2017 la sigla va in onda con una canzone diversa per ogni puntata.